# Genesis (sastav)
Genesis je britanski glazbeni sastav. Osnovan je 1967. godine u Godalmingu.

## Povijest
Originalnu postavu činili su Peter Gabriel (vokali), Anthony Phillips (gitara), Tony Banks (klavijature), Mike Rutherford (bas-gitara i gitara) te Chris Stewart (bubnjevi). 
Album prvijenac From Genesis to Revelation objavljuju 1969. godine, bez velikog uspjeha. Za vrijeme snimanja albuma, sastav napušta Chris Stewart kojega je zamijenio John Silver. Silver uskoro napušta sastav, a zamjenjuje ga John Mayhew. Prvi značajan uspjeh ostvaruju sljedećim albumom Trespass, kojega objavljuju 1970. Singl s tog albuma je devetominutni "The Knife". Uoči promotivne turneje albuma, sastavu se pridružuju Phil Collins i Steve Hackett, čime je zaokružena "klasična" peteročlana postava sastava. Turneja je uvelike pridonijela promociji sastava. Podrška publike u Velikoj Britaniji i SAD-u je bila od velikog značaja. Sljedeći studijski album, Nursery Cryme objavljuju 1971. Iako u početku nije ostvario značajan uspjeh u Velikoj Britaniji, neočekivan uspjeh album je ostvario u Italiji dosegnuvši četvrto mjesto ljestvice. Albumom Foxtrot kojega objavljuju 1972. prvi put ulaze u prvih dvadeset britanske top-ljestvice, čime učvršćuju uspjeh započet prethodnim albumom. Promotivnu turneju ovoga albuma snimaju i objavljuju 1973. na albumu Genesis Live, a par mjeseci poslije izdaju novi studijski album, Selling England by the Pound, koji je bio do tada komercijalno najuspješnije ostvarenje sastava. Na britanskoj ljestvici album je dosegao treće mjesto, a i kritičari su ga ocijenili pozitivno. Krajem 1974. objavljuju dvostruki konceptualni album The Lamb Lies Down on Broadway. Bio je to prijelomni album sastava zbog suprotnih reakcija publike i kritičara (od potpunog promašaja do iznimnog uspjeha). Na turneji koja je uslijedila nakon objave albuma, Peter Gabriel objavljuje članovima da napušta sastav.
Iako su organizirali audiciju za novoga pjevača sastava, nakon preslušanih kandidata, sastav je odlučio da Phil Collins preuzme ulogu vodećeg vokala. Početkom 1976. objavljuju novi studijski album A Trick of the Tail. Sastav prvi put snima i tri spota, i to za pjesme: "A Trick of the Tail", "Ripples" i "Robbery, Assault and Battery". Krajem iste godine objavljuju sljedeći studijski album Wind & Wuthering. Zadnji je to studijski album sa Steveom Hackettom koji se posvećuje samostalnoj karijeri. Sastav postaje trio (Collins, Banks, Rutherford) i kao takav zadržat će se sve do 1996. Drugi album uživo Seconds Out, objavljuju u listopadu 1977. Sljedeći studijski album simboličnog naziva ...And Then There Were Three... objavljuju 1978. i označio je odmak od svojih nekadašnjih korijena. Sljedeći albumi, Duke (objavljen 1980.) i posebno Abacab (objavljen 1981.) potvrđuju uspješnost novoga stila sastava. Abacab se zbog toga smatra jednim od važnijih izdanja Genesisa, i bio je podloga za buduća studijska izdanja. Albumi Genesis (objavljen 1983.) i Invisible Touch (objavljen 1986.) bili su uspješni s obje strane Atlantskog oceana. Invisible Touch je bio najprodavaniji album sastava, a bio je mješavina staroga i novoga stila sastava. Iznimno uspješan bio je i sljedeći album We Can't Dance kojega objavljuju 1991. nakon kojega je uslijedila uspješna turneja zabilježena na dva albuma uživo: The Way We Walk, Volume One: The Shorts (objavljen 1992.) i The Way We Walk, Volume Two: The Longs (objavljen 1993.).
Phil Collins napušta sastav 1996. i tako nastavlja otprije uspješnu samostalnu karijeru. Ostatak sastava (Rutherford i Banks) angažira Raya Wilsona kao novog pjevača i 1997. izdaju novi (ujedno i zadnji) studijski album Calling All Stations. Iako je relativno dobro primljen u Europi, u SAD-u je izostao uspjeh zbog čega je otkazana turneja po SAD-u. Nakon europske turneje 1998., sastav privremeno prestaje s radom do ponovnog ujedinjenja 2006., s Philom Collinsom kao pjevačem. U Rock and Roll Hall of Fame su primljeni 2010.

## Diskografija

### Studijski albumi
- From Genesis to Revelation (1969.)
- Trespass (1970.)
- Nursery Cryme (1971.)
- Foxtrot (1972.)
- Selling England by the Pound (1973.)
- The Lamb Lies Down on Broadway (1974.)
- A Trick of the Tail (1976.)
- Wind & Wuthering (1976.)
- ...And Then There Were Three...‎‎ (1978.)
- Duke (1980.)
- Abacab (1981.)
- Genesis (1983.)
- Invisible Touch (1986.)
- We Can't Dance (1991.)
- Calling All Stations (1997.)

### EP
- 3X3 (1982.)

### Koncertni albumi
- Genesis Live (1973.)
- Seconds Out (1977.)
- Three Sides Live (1982.)
- The Way We Walk, Volume One: The Shorts (1992.)
- The Way We Walk, Volume Two: The Longs (1993.)
- Live Over Europe 2007 (2007.)

### Kompilacije
- Genesis Archive 1967–75 (1998.)
- Turn It On Again: The Hits (1999.)
- Genesis Archive 2: 1976–1992 (2000.)
- Platinum Collection (2004.)
- Turn It On Again: The Hits - The Tour Edition (2007.)

## Članovi sastava
Unable to compile EasyTimeline input:

Timeline generation failed: 3 errors found

Line 35:   bar:Banks            from:07/11/2006 till:1/07/2025  color:Keyboards

- PlotData attribute 'till' invalid.

```
 Date '1/07/2025' does not conform to specified DateFormat dd/mm/yyyy.

```

Line 38:   bar:Rutherford       from:07/11/2006 till:1/07/2025  color:Bass/Guitars

- PlotData attribute 'till' invalid.

```
 Date '1/07/2025' does not conform to specified DateFormat dd/mm/yyyy.

```

Line 45:   bar:Collins          from:07/11/2006 till:1/07/2025 color:Vocals/Drums

- PlotData attribute 'till' invalid.

```
 Date '1/07/2025' does not conform to specified DateFormat dd/mm/yyyy.

```

## Vanjske poveznice
- Službene stranice sastava